# Nihilisme terapèutic
Nihilisme terapèutic és una afirmació segons la qual la cura dels mals de la gent o les societats mitjançant el tractament és impossible.
En medicina, es connecta a la idea que moltes "cures" fan més mal que bé, i que hom ha d'animar al cos a curar-se a si mateix. Michel de Montaigne abraçà aquesta visió en la seva obra Essais. Aquesta posició fou molt popular, entre altres llocs, a França en els anys 1820 i 1830, però s'ha esvaït bastant, en l'era moderna, a causa del desenvolupament de medicaments demostrablement efectius com ara antibiòtics, començant per la fabricació de sulfamides el 1936. Encara se sosté una variant d'aquesta creença per part de moltes persones que practiquen l'homeopatia i altres formes de medicina alternativa.

## A la societat i la política
En relació amb la societat, el nihilisme terapèutic era una idea, amb orígens a principis del segle 20 d'Alemanya, que res es pot fer per curar a la societat dels problemes que se li plantegen. El seu principal impulsor va ser el novel·lista Joseph Conrad, els escrits del qual reflecteixen els seus principis.
En política, el nihilisme terapèutic és un principi definitori del conservadorisme modern. L'anomenada imputació de "conseqüències no desitjades" del "Pare de conservadorisme" Edmund Burke - els resultats implícitament inevitables i indesitjables d'enginyeria política, i l'afirmació de Peter Viereck a "But I'm A Conservative!", també en la seva edició definitiva d'abril de 1940 publicat a la revista Atlantic, que els socialistes són ingenus per creure que la societat es pot millorar, són dos excel·lents exemples d'arguments conservadors del nihilisme terapèutic.

## En la medicina
La frase nihilisme terapèutic també s'inclou en una versió moderna del Jurament Hipocràtic, tradicionalment adoptada pels metges després de la graduació. La declaració és "vaig a aplicar en benefici dels malalts, totes les mesures que calguin, evitant aquestes trampes bessones de sobretractament i nihilisme terapèutic".